# Emiel van de Laarschot
Emiel Christiaan Johan Marie van de Laarschot (Bergen op Zoom, 17 februari 1912 – onbekend) was een Nederlands politicus.
Hij werd geboren als zoon van Albert Charles Jean van de Laarschot (1881-1945; onderwijzer) en Johanna Antoinetta Rosalia Maria le Bot (*1883). In 1929 werd hij toegelaten aan de Koninklijke Militaire Academie in Breda om te worden opgeleid tot officier bij de 'infanterie hier te lande'. In 1932 werd hij benoemd tot tweede luitenant bij het 9e Regiment Infanterie. Rond 1936 volgde zijn promotie tot eerste luitenant en in 1937 werd hij overgeplaatst naar het Regiment Wielrijders. Eind 1938 werd hij de adjudant van de Gouverneur van Curaçao. Hij had de rang van kapitein toen hij in 1950 op eigen verzoek de militaire dienst verliet. Intussen was het Gebiedsdeel Curaçao hernoemd tot de Nederlandse Antillen waar hij werkzaam was als voorzitter van het Wit-Gele Kruis. In 1956 werd Van de Laarschot de burgemeester van zowel de gemeente Alem, Maren en Kessel als de gemeente Lith. Die eerste gemeente ging in 1958 op in de gemeente Lith. Daarnaast is Van de Laarschot vanaf 1963 enige tijd waarnemend burgemeester van Empel en Meerwijk geweest. In 1970 eindigde het burgemeesterschap van Van Laarschot.
Hij is in 1935 getrouwd met P.E.A. de Séegner en toen zij in oktober 2007 overleed was ze weduwe van E.Ch.J.M. van de Laarschot.